# PR-545
A Rodovia PR-545 é uma estrada pertencente ao governo do Paraná que liga o Distrito de Warta (entroncamento com as rodovias PR-323/PR-445) à cidade de Londrina (entroncamento com a rodovia BR-369).

## Denominação
- Rodovia Carlos João Strass, em toda a sua extensão, de acordo com a Lei Estadual 8.407 de 21/11/1986.[1]

## Trechos da Rodovia
A rodovia possui uma extensão total de aproximadamente 14,4 km, podendo ser dividida em 4 trechos, conforme listados a seguir:
| Ponto de referência                 | Extensão do trecho | Extensão acumulada | Situação    |
| ----------------------------------- | ------------------ | ------------------ | ----------- |
| Entroncamento PR-323/PR-445 (Warta) | ---                | 0 km               | ---         |
| Trevo 1 (Londrina)                  | 10,0 km            | 10,0 km            | Pavimentado |
| Trevo 2 (Londrina)                  | 1,7 km             | 11,7 km            | Duplicado   |
| Trevo 3 (Londrina)                  | 1,25 km            | 12,95 km           | Duplicado   |
| Entroncamento BR-369 (Londrina)     | 1,45 km            | 14,4 km            | Duplicado   |

Extensão pavimentada: 14,4 km (100,00%)
Extensão duplicada: 4,4 km (30,56%)